# .sx
.sx는 신트마르턴의 인터넷 국가 코드 최상위 도메인이다.

## 저명한 이용
- 2013년 4월 30일, 파이러트베이가 도메인을 .sx로 전환하였다.[1]
- livetv.sx (과거에는 livetv.ru)

## 같이 보기
- .nl
- .an
- .eu
- .mf